# Диъри
Диъри (на английски: Deary) е град в окръг Лата, щата Айдахо, САЩ. Диъри е с население от 552 жители (2000) и обща площ от 1,6 km². Намира се на 876 m надморска височина. ЗИП кодът му е 83823, а телефонният му код е 208.